# Луфарь
Луфа́рь (лат. Pomatomus saltatrix) — вид морских лучепёрых рыб из отряда окунеобразных (Perciformes). Единственный представитель рода луфарей (Pomatomus) и семейства луфаревых (Pomatomidae). Космополитический вид, распространён в тропических и субтропических водах всех океанов.

## Описание
Максимальная длина тела 130 см, масса — до 14,4 кг, чаще попадаются рыбы длиной 40—60 см и весом 4—5 килограмм.
Тело сжатое с боков, удлиненное, покрытое некрупной округлой чешуей. Два спинных плавника, разделенных промежутком. В первом спинном плавнике 7—8 колючих лучей, а во втором — один колючий и 23—28 мягких лучей. В анальном плавнике 2—3 колючих и 23—27 мягких лучей. Первый спинной плавник короткий и складывается в бороздку на спине, второй — мягкий, густо покрыт мелкой чешуей, как и равный ему анальный плавник. Хвостовой плавник вильчатый. Грудные и брюшные плавники очень короткие. Голова большая, с огромным ртом, заполненным сильными острыми однорядными зубами.
Спина зеленовато-синяя или зеленоватая, брюхо серебристое. У основания грудных плавников тёмное пятно.

## Распространение
Встречается в Атлантическом и Индийском океанах в водах тропического и умеренного пояса. В значительном количестве распространен по всему Черному морю, иногда заходит в Азовское. Активный мигрант.

## Биология
Стайная рыба, обычно обитающая у поверхности. Путешествуют крупными стаями, иногда в несколько тысяч особей. Совершают значительные сезонные миграции. Стая держится обычно в открытом море, в толще воды на глубинах до 200 метров. В прибрежных водах появляется в теплое время года, иногда заходя в лиманы и устья рек.
Активный хищник, быстро передвигается и атакует. Жертву преследует целеустремленно и активно, часто выпрыгивая из воды. Иногда в погоне выскакивает за жертвой на отлогий берег. Стремительно врываются в стаю мелкой рыбы, разбивают её на отдельные группы, намечают жертвы и преследуют, пока не приблизятся на расстояние около 30 сантиметров. Выйдя на дистанцию броска луфарь опускает челюсть, поднимает голову, раздувает жабры и хватает добычу. Поедает рыбу с такой скоростью, что фиксирует его лишь съемка со скоростью 32 кадра в секунду.
Закончив охоту, луфари быстро собираются обратно в стаю.
Охотятся на мелкую и среднюю рыбу (анчоусы, сельдь, сардина, ставрида, скумбрия, хамса, шпроты и т. д.), ракообразных, головоногих моллюсков.
Половой зрелости достигает в возрасте 2—4 лет. Нерестится летом, с июня по август, выметывая плавучую икру несколькими порциями обычно в открытом море. Плодовитость от 100 тысяч до миллиона икринок (у крупных самок). Плавучие личинки выходят из икры примерно через двое суток. Молодь питается мелкими ракообразными и другими беспозвоночными. По достижении длины тела 8—11 сантиметров в её рационе начинает преобладать рыба.
Скорость, с которой луфарь пожирает добычу, породила распространенный и в научных работах миф о том, что луфарь убивает больше рыбы, чем необходимо. Невозможность для невооруженного глаза увидеть процесс поедания приводила к ошибочному выводу, что луфарь вырывает из тела кусок-два мяса и переключается на следующую рыбину.
Опасности для человека не представляет. При появлении поблизости в воде человека стая обращается в бегство. Опасность при неосторожном обращении могут представлять лишь пойманные рыбы.

## Промысловое значение
Ценится высоко. Мясо плотной консистенции, очень вкусное. Содержит 1—3 % жира, до 21 % белка. Места промысла — в Западной Атлантике, Средиземном море, у берегов Африки, Австралии, Бразилии и Венесуэлы.
У побережья США, в Средиземном и Черном морях — объект спортивного спиннингового лова с моторных лодок. Наилучший клёв — в утренние и вечерние часы, когда луфарь охотится за поднявшейся к поверхности мелкой рыбой. Попавшая на крючок рыба оказывает отчаянное сопротивление: делает очень резкие рывки, выскакивает из воды и стремительно бросается вглубь. Лов луфаря требует немалой силы и большой сноровки. Иногда борьба с рыбой продолжается несколько часов.